# Ressuyé

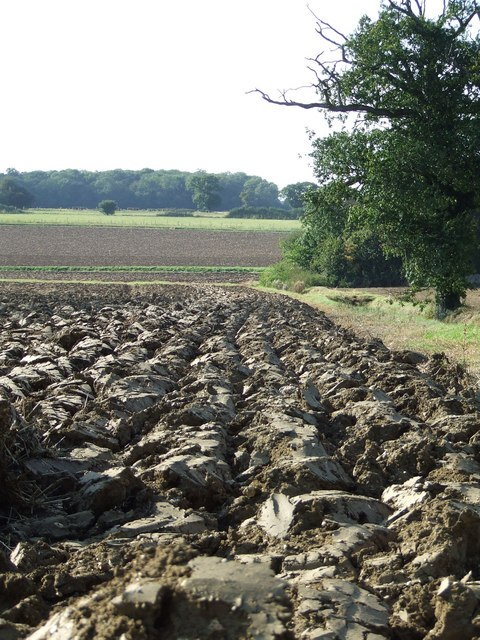
Travail d'un sol lourd après ressuyage

Ressuyé est l'état d'un sol mouillé dont l'eau a progressivement quitté les pores les plus gros pour ne rester que dans les plus petits. Le sol est donc toujours humide, mais l'eau qu'il contient est liée par capillarité aux plus petites particules du sol. Un sol ressuyé permet aux racines des plantes de respirer correctement, tout en étant suffisamment humide pour assurer la nutrition hydrominérale des plantes. 
Ce terme s'emploie aussi pour un arbre qui s’égoutte après une pluie  

## Jardinage
Au jardin, on désigne par ressuyage du sol le fait de le laisser sécher après la pluie, par évaporation en surface, et par drainage en profondeur. Un sol non ressuyé n'est pas propre aux travaux de jardinage, ni même à la circulation du jardinier.  En effet un sol gorgé d'eau se compacte sous le simple piétinement ou le passage d'un outil. Cela suffit à écraser les limons, sables et argiles qui le composent et à les faire adhérer entre eux. Les interstices microscopiques qui séparent ces éléments ainsi que les galeries de la pédofaune s'aplatissent.   
L'air est chassé, ne peut plus circuler, ce qui freine le développement des êtres vivants aérobies (micro-organismes et macro-organismes) peut occasionner le pourrissement des tissus végétaux (racines). Par ailleurs, le sol compacté va coller aux outils et bottes, rendre l'émiettage du sol difficile et entraîner une préparation du sol grossière et insatisfaisante.  
À l'inverse, un sol ressuyé peut facilement être travaillé par binage ou griffage. L'air, les éléments nutritifs et l'oxygène circulent alors librement. Les racines s'y développent sans entraves. La terre ressuyée supporte aussi la pression sans trop se déformer, car elle n'est pas destructurée.   
Le développement de la pédofaune (dont les vers de terre) par la couverture du sol par un paillis permanent permet d'aérer et d'éviter le tassement du sol, donc de faciliter son ressuyage naturel pour les terres difficiles qui ont tendance à s'agglomérer comme les terres argileuses.    

## Cultures
Le sol se ressuie de haut en bas. Un sol peut paraître ressuyé en surface mais ne pas l'être 20 cm plus profond. Pour le vérifier avant le passage d'engins lourds, quelques coups de bêche suffisent.     